# Тачка са запетом
Тачка са запетом, тачка-запета или тачка-зарез је интерпункцијски знак.

## Употреба
Тачка са запетом се употребљава између реченица које су у сложеној реченици мање повезане са другим реченицама, на пример: Кад смо се срели, поздравили смо се, разговарали о школи; нисмо помињали недавну свађу. Такође, тачка са запетом се употребљава између група речи које се разликују по сродности, на пример: На пут ћу понети: одећу, обућу, кишобран, хигијенски прибор; књиге, свеске, прибор за писање; друштвене игре, фудбал и рекет за стони тенис.